# Saint-Laurent-des-Bâtons
Saint-Laurent-des-Bâtons korábbi község Franciaországban, Dordogne megyében. Lakosainak száma 212 fő (2018. január 1.). Saint-Laurent-des-Bâtons Sainte-Alvère községgel határos.
2016. január 1-jén Sainte-Alvère korábbi községgel egyesült és az így létrejött Sainte-Alvère-Saint-Laurent Les Bâtons község része lett.

## Népesség
A település népessége az elmúlt években az alábbi módon változott:
| Lakosok száma | 219  | 225  | 194  | 193  | 201  | 240  | 210  | 205  | 213  | 212  |
|               | 1962 | 1968 | 1982 | 1990 | 1999 | 2008 | 2011 | 2013 | 2017 | 2018 |